# Lega crisaoriana
La Lega Crisaoriana (greco antico: σύστημα Χρυσαορικόν, systema Chrysaorikon) era una federazione informale di diverse città nell'antica regione della Caria, in Anatolia, che apparentemente si formò nel primo periodo seleucide e durò almeno fino al 203 a.C. La Lega si concentrava principalmente sulla difesa unificata e, secondariamente, sul commercio, e potrebbe essere stata collegata da legami etnici (i crisaoriani). Aveva un'assemblea e istituzioni finanziarie, e una forma di cittadinanza reciproca in base alla quale un cittadino di una città membro aveva diritto a determinati diritti e privilegi in qualsiasi altra città membro. La capitale della Lega era Chrysaorium dove si riuniva l'assemblea.
Le altre città membre erano: Alabanda (ribattezzata Antiochia dei Crisaoriani), Alinda, Amyzon, Ceramus, Mylasa, Kaunos, Stratonicea, Thera.